# Eric Christmas
Eric Cuthbert Christmas, född 19 mars 1916 i London, död 22 juli 2000 i Camarillo i Kalifornien, var en brittisk skådespelare. Christmas medverkade bland annat i Harold å Maude (1971), Hotet (1971), Porky's (1981) Mitt andra jag (1984) och Mus i sitt eget hus (1997).

## Filmografi i urval
- 1962 – Cyrano De Bergerac (TV-film)
- 1964 – Mr. Scrooge (TV-film)
- 1969 – Bröderna Cartwright (TV-serie)
- 1971 – Hotet
- 1971 – The Virginian (TV-serie)
- 1971 – Love, American Style (TV-serie)
- 1971 – Cannon (TV-serie)
- 1971 – Harold å Maude
- 1974 – Columbo (TV-serie)
- 1975 – Kojak (TV-serie)
- 1975 – McMillan & Wife (TV-serie)
- 1978 – En folkfiende
- 1978 – Mördartomaterna anfaller
- 1980 – Hämnd ur det förflutna
- 1981 – Porky's
- 1983 – Lilla huset på prärien (TV-serie)
- 1983 – Porky's II – Dagen efter
- 1984 – Experiment Philadelphia
- 1984 – Mitt andra jag
- 1985 – Porky's hämnd
- 1986 – St. Elsewhere (TV-serie)
- 1988 – Krig och hågkomst (TV-serie)
- 1988–1991 – Skål (TV-serie)
- 1989 – Murphy Brown (TV-serie)
- 1990 – ALF (TV-serie)
- 1990 – Fader Dowlings mysterier (TV-serie)
- 1991 – Fresh Prince i Bel-Air (TV-serie)
- 1991 – Tummen mitt i handen (TV-serie)
- 1991 – Bugsy
- 1992 – Matlock (TV-serie)
- 1992 – Rättvisans män (TV-serie)
- 1993 – Miljonär med förhinder (TV-film)
- 1993 – Härlige Harry (TV-serie)
- 1994 – Lagens änglar (TV-serie)
- 1994 – Arkiv X (TV-serie)
- 1995 – Roseanne (TV-serie)
- 1995 – Galen i dig (TV-serie)
- 1995 – Seinfeld (TV-serie)
- 1996 – Cityakuten (TV-serie)
- 1997 – Air Bud – vilken lirare!
- 1997 – Mus i sitt eget hus
- 1998 – Ally McBeal (TV-serie)